# Exomalopsis subtilis
Exomalopsis subtilis är en biart som beskrevs av Timberlake 1980. Exomalopsis subtilis ingår i släktet Exomalopsis och familjen långtungebin. Inga underarter finns listade i Catalogue of Life.